# Oszádka
Oszádka (szlovákul Osádka) község Szlovákiában, a Zsolnai kerületben, az Alsókubini járásban.

## Fekvése
Alsókubintól 7 km-re délkeletre fekszik.

## Története
Valószínűleg a 14. században alapították. 1381-ben „Leszina” néven említik először. 1548-ban I. Ferdinánd a Zmeskal családnak adományozta. Lakói állattenyésztéssel, posztószövéssel foglalkoztak.
A 18. század végén Vályi András így ír róla: „OSZADA. Tót falu Árva Várm. földes Urai Zmeskál Urak, lakosai többen evangelikusok, fekszik Lestincz, és Malatintz között, lakosai szorgalmatosak, ’s ez okozza, hogy határja közép termékenységű, réttye, legelője meg lehetős, más javai is vannak, egy forrása a’ vérhas ellen hasznosnak tartatik, ’s elég sokan élnek vele.”
Fényes Elek 1851-ben kiadott geográfiai szótárában így ír a faluról: „Oszadka, tót falu, Árva vgyében, a Chocs hegye alatt, 271 evang. lak. Nagy erdő és juh-tartás. F. u. Zmeskál család. Ut. p. Rosenberg.”
A 20. század elején nevét „Alsótelep”-re magyarosították, de ez nem fogant meg. A trianoni diktátumig Árva vármegye Alsókubini járásához tartozott.

## Népessége
| Év:            | 1994. | 2004.    | 2014.   | 2024.    |
| -------------- | ----- | -------- | ------- | -------- |
| Emberek száma: | 157   | 140      | 141     | 175      |
| Eltérés:       |       | -10,82 % | +0,71 % | +24,11 % |

| Év:            | 2023. | 2024.   |
| -------------- | ----- | ------- |
| Emberek száma: | 176   | 175     |
| Eltérés:       |       | -0,56 % |

1910-ben 192, túlnyomórészt szlovák anyanyelvű lakosa volt.
2001-ben 147 lakosából 145 szlovák volt.
2011-ben 138 lakosából 135 szlovák volt.

## Nevezetességei
- A faluban fennmaradt néhány 19. századi faház és a fa harangtorony.